# كيتي بروكنل
كيمبرلي دايل إدواردز (بالإنجليزية: Kimberley Dayle Edwards)‏ (من مواليد 15 نوفمبر 1984)، ومعروفة باسمها الفني كيتي بروكنل، هي مغنية وكاتبة أغاني بريطانية. صعدت إلى الشهرة إثر مشاركتها في نهائيات الموسم الثامن من ذا إكس فاكتور في عام سنة 2011، حيث احتلت أنذلك المركز السابع.

## روابط خارجية
- كيتي بروكنل على موقع IMDb (الإنجليزية)
- كيتي بروكنل على موقع ميوزك برينز (الإنجليزية)